# Sphaceloma violae
Sphaceloma violae är en svampart som beskrevs av Jenkins 1935. Sphaceloma violae ingår i släktet Sphaceloma och familjen Elsinoaceae.   Inga underarter finns listade i Catalogue of Life.